# Агуайо, Перро (младший)
Педро Агуайо Рамирес (исп. Pedro Aguayo Ramírez, 23 июля 1979 года — 21 марта 2015 года) — мексиканский лучадор, профессиональный рестлер и промоутер, приобретший известность в луча либре под именем Перро Агуайо-младший или El Hijo del Perro Aguayo («Сын Перро Агуайо»). И это был не псевдоним, он действительно был сыном легенды луча либре Перро Агуайо. Агуайо был известен как лидер группировки Los Perros del Mal, которая зародилась в промоушене Consejo Mundial de Lucha Libre (CMLL) в середине 2004.
Агуайо умер 21 марта, 2015, во время реслинг-матча. Инцидент был позже широко освещён многими новостными агентствами по всему мир. После смерти Агуайо был включен в Зал Славы AAA, а также Зал Славы Wrestling Observer Newsletter.

## Детство
Педро Агуайо Рамирес родился 23 июля 1979, в Мехико, Мексика, сын Лус Рамирес и Педро Агуайа Дамиан, лучадора, известного под именем Перро Агуайо. Дядя Педро — Хесус Рамирес Анхель, был известен под именем Ídolo.

## Смерть
20 марта 2015 года Агуайо-мл. бился в командном матче, в команде с Маником против Рея Мистерио Мл. и Тигре Уно на шоу промоушена The Crash в Тихуане, штате Нижняя Калифорния, Мексика. Во время матча, Мистерио провел дропкик Агуайо в спину/шею, дабы провести коронный прием «619». Затем Маник упал на средний канат рядом с Агуайо. Когда Агуайо, казалось, обмяк и потерял сознание, Маник слегка встряхнул его, чтобы привести в чувство. Мистерио провел 619, но не попал ни по одному из соперников. В то время как матч продолжался, Коннан, стоявший у ринга, попытался оживить, казалось бы, бессознательного Агуайо, встряхнув его. Матч все ещё продолжался, и Мистерио проверил неподвижного Агуайо, привлекая к нему внимание судьи. Матч продолжался, и Мистерио удержал Маника в центре ринга, в то время как Коннан снова попытался оживить Агуайо.
Когда матч закончился, сотрудники персонала подбежали к Агуайо, полагая, что он просто без сознания и нуждается в медицинской помощи. Когда медики прибыли, Агуайо был доставлен в местную больницу Дель Прадо, где он был объявлен мертвым около 1:00 утра 21 марта. Агуайо было 35 лет.